# Mais (canção)
"Mais" é uma canção gravada pelo grupo cristão brasileiro Ministério Apascentar de Nova Iguaçu, presente inicialmente no disco Restituição, lançado em novembro de 2003, e com produção musical de Leandro Silva. Foi composta pelos vocalistas da banda, Davi Sacer e Luiz Arcanjo, sendo interpretada por ambos.
Escrita em torno de uma reflexão acerca da intimidade religiosa de Eli em comparação a Samuel, é a única canção da banda além de "Olha pra Mim" que teve vocais originalmente divididos entre Luiz Arcanjo e Davi Sacer. "Mais" foi regravada em diferentes ocasiões, desde em versões com vocais divididos por Arcanjo e Sacer, quanto individuais, também sendo uma das faixas mais regravadas pelos músicos.

## Composição
Em entrevista a Apple Music em 2020, Davi Sacer chegou a dizer que "Mais" surgiu em torno do início de popularidade da banda, que naquela época estava começando a ter uma relevância regional. "Surgiu uma preocupação no nosso coração, sobretudo no meu coração e no coração do Arcanjo. A gente conversava muito sobre tudo. Uma preocupação de que aquilo não tirasse de nós a essência, de que aquilo não nos cegasse", afirmou.
Luiz Arcanjo, por sua vez, disse em 2020 que a composição também foi influenciada por uma reflexão entre ele e Davi Sacer sobre Samuel que, apesar de ser uma criança, estaria, segundo o texto bíblico, mais espiritual que Eli, o sacerdote. Arcanjo afirmou que a canção é uma abordagem sobre "quando a presença de Deus se torna comum pra nós. A presença de Deus nunca pode ser comum aos nossos olhos".

## Gravação
"Mais" contou com produção de Leandro Silva, que optou uma condução eletrônica pelo teclado. A versão original da canção foi gravada num home studio que pertencia a igreja. A canção foi a primeira faixa da banda a ter vocais de Luiz Arcanjo – que recebeu efeitos digitais.[carece de fontes?]

## Regravações
"Mais" foi regravada algumas vezes no meio cristão: O próprio Apascentar (no período, com o nome artístico Toque no Altar) a registrou no DVD Toque no Altar e Restituição, lançado em 2006. Esta versão manteve a divisão de vocais de Luiz Arcanjo e Davi Sacer, com parte do arranjo original de Leandro Silva na introdução, mas com a inclusão de uma versão de banda com a produção de Ronald Fonseca.
Todas as versões posteriores de "Mais" contaram com arranjos e produção de Ronald Fonseca. Em 2007, o Trazendo a Arca (banda surgida a partir da dissidência do Apascentar) a registrou no disco Ao Vivo no Japão. Esta versão, com um arranjo com influências do swing jazz, foi um dueto entre Luiz Arcanjo e Verônica Sacer. Em 2020, a faixa foi novamente regravada pelo grupo em parceria com o ex-vocalista Davi Sacer para o álbum O Encontro, com vocais divididos entre Luiz Arcanjo e Davi Sacer.
A versão original de "Mais" também foi escolhida como uma das faixas da coletânea 10 Anos do Trazendo a Arca, lançada em 2012.

## Ficha técnica
Créditos adaptados do encarte de Restituição:
- Luiz Arcanjo – vocal, composição
- Davi Sacer – vocal, composição
- Leandro Silva – teclado, produção musical, arranjos, engenharia de áudio e mixagem
- André Mattos – bateria eletrônica
- André Rodrigues – baixo
- Verônica Sacer – vocal de apoio
- David Cerqueira – vocal de apoio
- Vânia Franco – vocal de apoio
- Silvânia Costa – vocal de apoio
- Márcia Silva – vocal de apoio
- Marcell Compan – guitarra
- Eric Medeiros – guitarra
- Marco Aurélio – guitarra

Equipe técnica
- Toney Fontes – masterização